# 苏巴 (称谓)

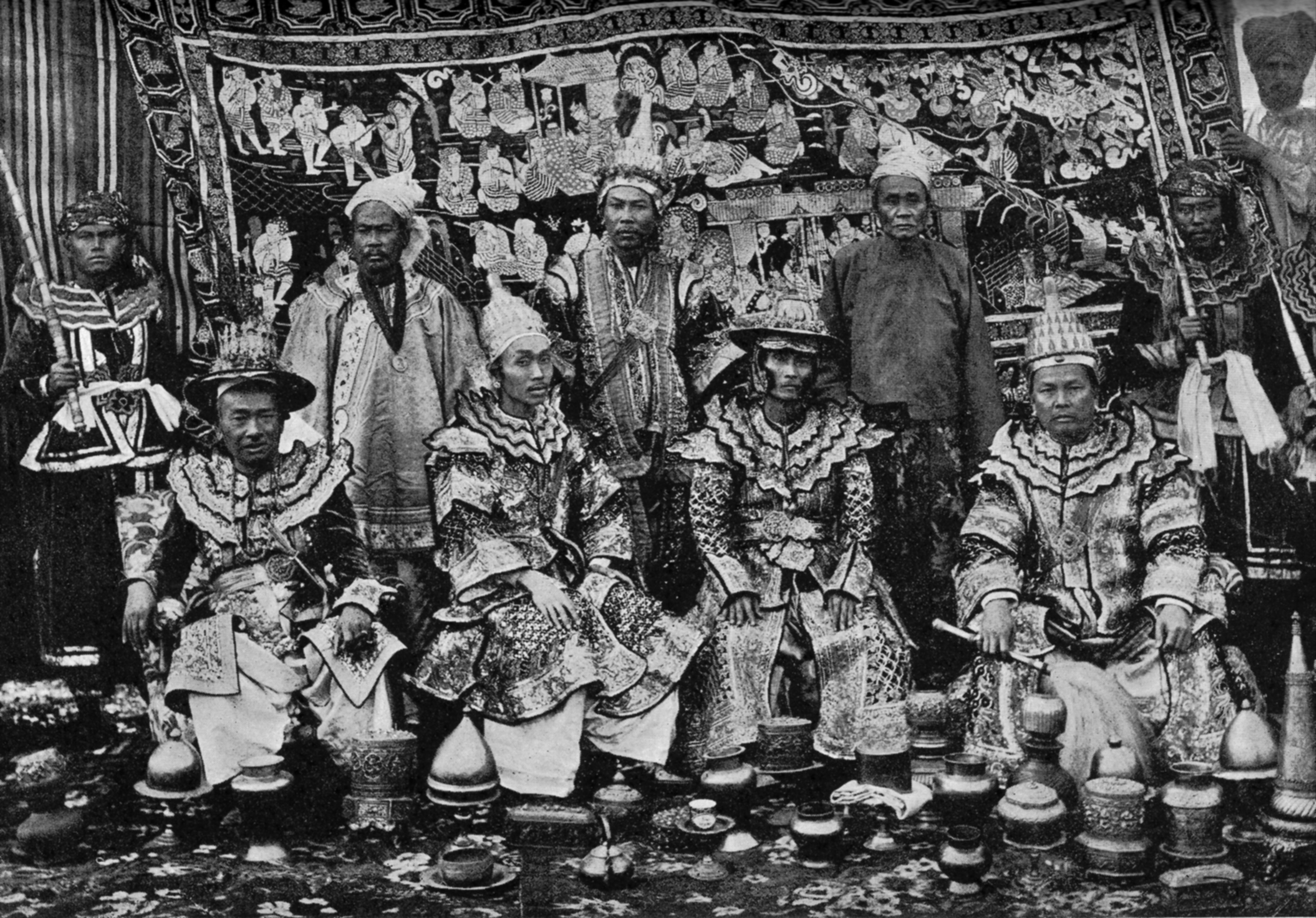
1903年，四位掸族召法参加德里杜尔巴（前排坐者）

苏巴（Sawboa），也译紹帕、坐把，“Sawboa”是掸语发音，德宏傣语称召法（德宏傣文：ᥓᥝᥲ ᥜᥣᥳ，Chau-pha），是雲南與東南亞地區撣族自治城邦（勐）頭人的稱呼。此词在撣族的语言中意思是「上天之主」。
多数紹帕也是高棉人退出泰族地区后出现，在緬甸撣邦他们最后生存至奈温时代。在泰国的爵位中有昭華（轉寫：caoˀ-vaːˀ），字面上與其同義，僅授予王族成員(國王侄輩)。「昭」的意思是「主」，而「華」是「天」的意思。
中国傣族土司明代即在姓名后加称谓“法”，明中期张志淳《南园漫录》：“大伯夷谓天为法，法作上声，故其酋皆加‘法’字，如思仁法、思机法是也。其有告请则不敢加‘法’字，中国行彼亦不用‘法’字也。”:273